# Przybłęda (film)
Przybłęda – polski dramat filmowy z 1933 roku w reżyserii Jana Nowiny-Przybylskiego. 
Film był kręcony w autentycznych plenerach Huculszczyzny (Żabie) z udziałem miejscowych statystów – Hucułów. Obraz  spotkał się z mieszanymi recenzjami krytyków.   

## Opis fabuły

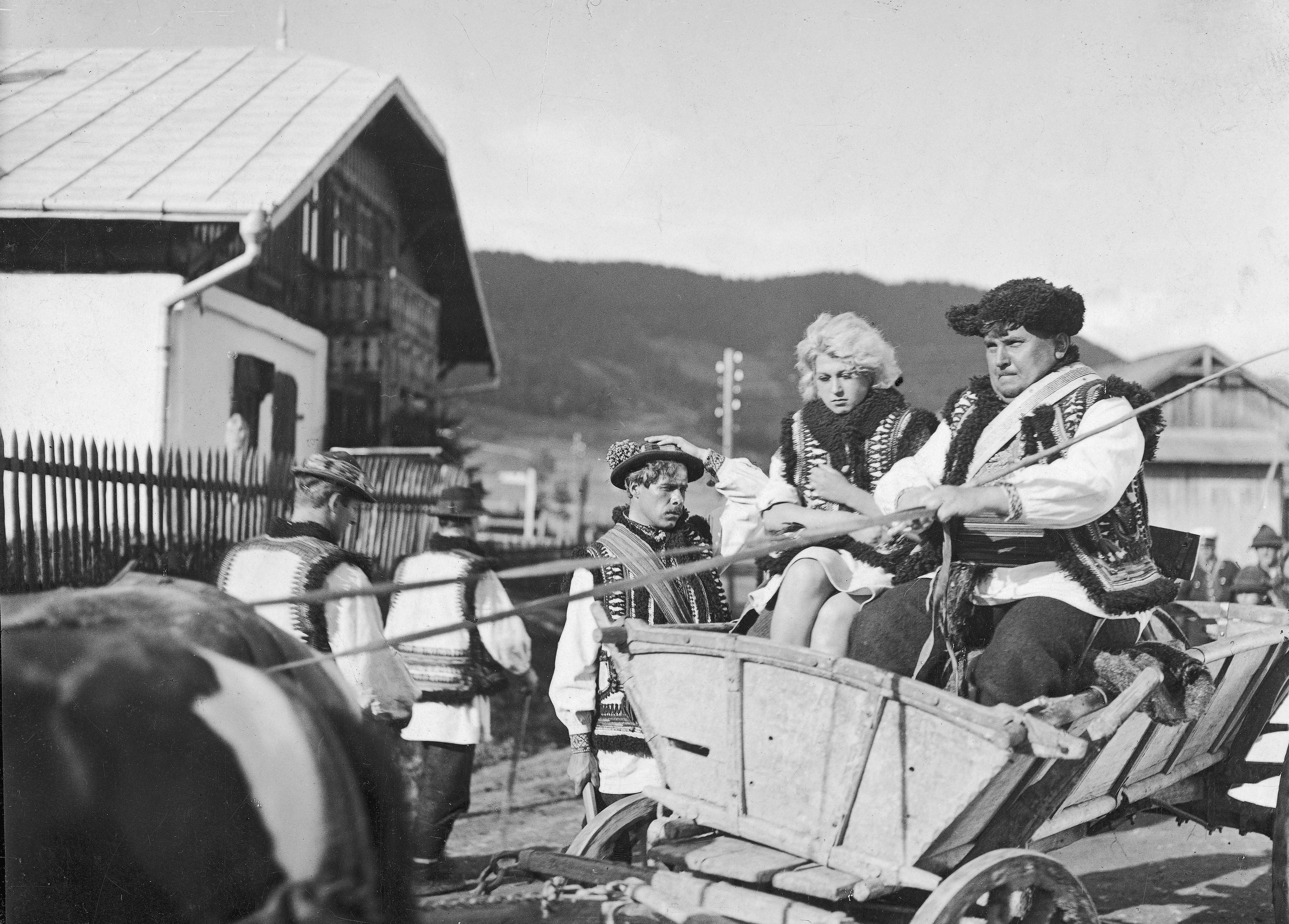
Scena z filmu Przybłęda (1933). Od prawej: Zygmunt Chmielewski (wójt), Ina Benita (Maryjka), Feliks Żukowski (Dmetro).

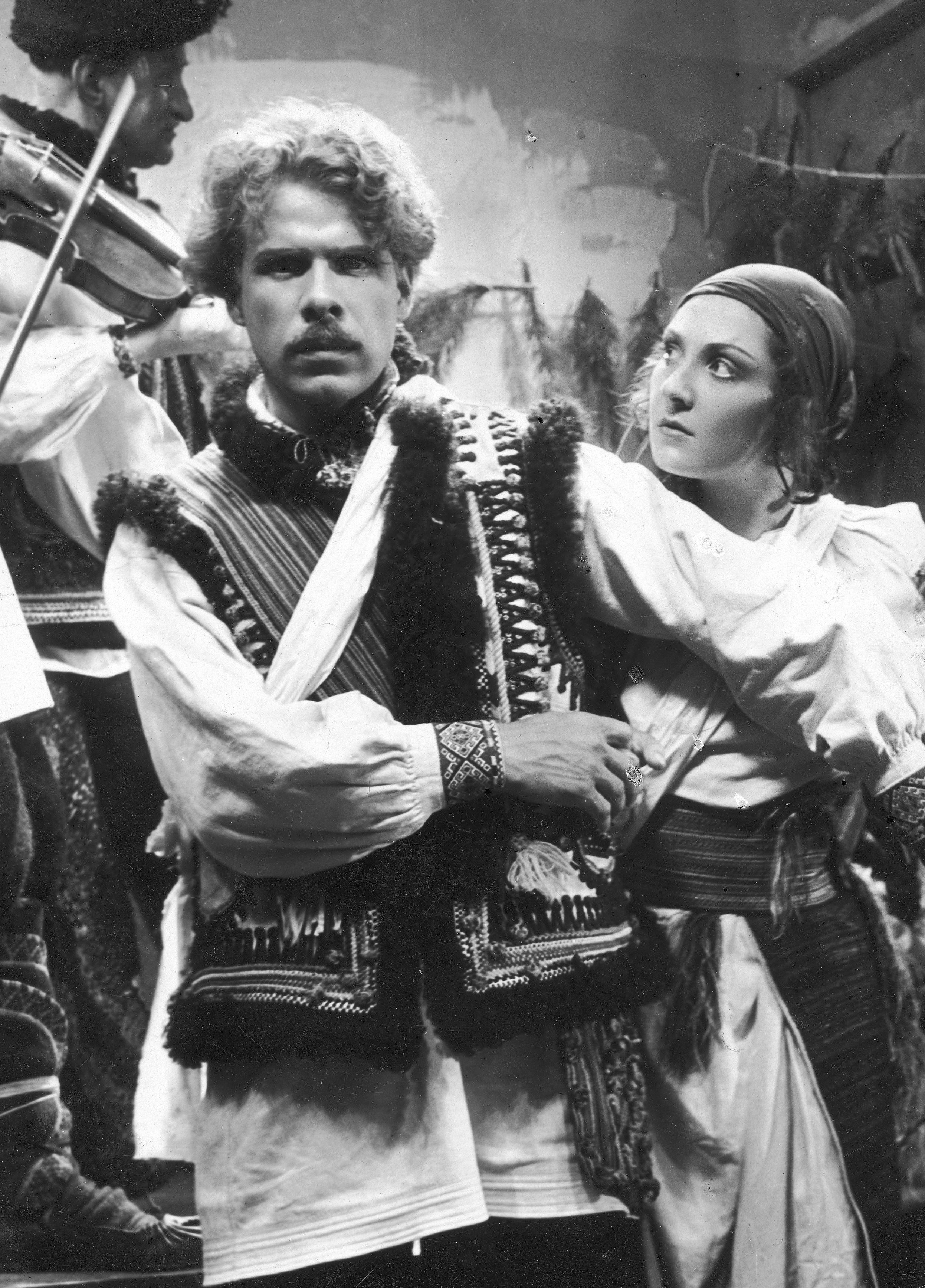
Feliks Żukowski (Dmetro) i Jadwiga Boryta (Horpyna, jego żona) w jednej ze scen filmu Przybłęda (1933).

Maryjka mieszka samotnie w chacie nieopodal huculskiej wsi. Nikt nie zna jej prawdziwego pochodzenia, dlatego nazywana jest przybłędą. Lokalni mieszkańcy, w szczególności kobiety, nie darzą jej sympatią, przypisują jej wszelkie nieszczęścia spadające na wioskę. Prócz tego atrakcyjny wygląd dziewczyny stanowi pokusę dla ich mężów. Miłością pałają do niej wójt, wioskowy głupek Wasyl oraz mąż Horpyny – Dmetro. Pewnego dnia na jarmarku, na który udała się wraz z dotychczasowym kochankiem Dmetro, Maryjka spotyka włóczęgę Jurę. Zadurza się w nim od pierwszego spojrzenia. Zazdrosny adorator rzuca się z nożem na Jurę w szynku podczas gry w kości. Ten zabija napastnika w obronie własnej i ciężko ranny ucieka w góry, gdzie odnajduje go, a następnie przygarnia i pielęgnuje Maryjka. Dowiedziawszy się, że mężczyzna jest mordercą, dziewczyna wyrzuca go na zewnątrz, jednakże w przypływie troski i miłości przygarnia go z powrotem. Głupi Wasyl odkrywa zbiega i obwieszcza miejsce jego pobytu mieszkańcom wioski. Chwilę wcześniej Jura wychodzi z chaty, aby poczekać na ukochaną w wyznaczonym punkcie, z którego uciekną przed prześladowcami. Tymczasem rozwścieczony tłum na czele z wójtem i Horpyną, nie odnajdując mordercy, składa całą winę na Maryjkę i pcha kobietę przed siebie celem wymierzenia sprawiedliwości. Wasyl uświadamia sobie do czego doprowadził i otwiera śluzę na rzece, by zatopić wioskę i uratować ukochaną. Wzburzona woda porywa bawiące się na brzegu dziecko Horpyny. Na oczach mieszkańców Jura ratuje dziecko, potem bierze na ręce nieprzytomną Maryjkę i odchodzi, nie niepokojony przez milczących chłopów.

## Obsada
Zestawienie zostało opracowane na podstawie źródła:
- Ina Benita – Maryjka
- Jaga Boryta – Horpyna, żona Dmetra
- Zbigniew Staniewicz – Jur
- Zygmunt Chmielewski – wójt
- Feliks Żukowski – Dmetro
- Stanisław Sielański – głupi Wasyl
- Ludwik Fritsche – góral grający w kości
- Eugeniusz Gielba(inne języki) – góral
- Henryk Rzętkowski – góral

## Odbiór
W „Kurierzem Polskim” ukazała się recenzja filmu autorstwa Jerzego Toeplitza. Podjął on analizę Przybłędy w dwojaki sposób, wpierw traktując ją jako dzieło sztuki, następnie jako produkt czysto filmowy. Jego zdaniem wartość artystyczna produkcji okazała się niewielka z kilku powodów. Po pierwsze, przedstawiona historia była szablonowa, banalna i nieprawdopodobna, oparta na scenariuszu, który nie skupiał się na oddaniu rzeczywistego oblicza wsi. Dziennikarz widział w Przybłędzie materiał na dramat chłopski z prawdziwego zdarzenia, tymczasem twórcy przygotowali film „kostiumowo-folklorowy” z Hucułami przypominającymi „eksportowe pocztówki i wydawnictwa krajoznawcze dla cudzoziemców, których poza kostjumami nic nie obchodzi”. W dodatku wątek miłosny Benity i Staniewicza był typowy dla kina międzynarodowego, nie wyjaśniono również pochodzenia pary głównych bohaterów. Po drugie, poza tematem zawiodły środki wyrazu. Według Toeplitza reżyser skopiował wzory amerykańskie i pokazał serię karmelkowych oleodruków, a nie tętniące życiem filmowe obrazy. Wadą były także dialogi, przystające bardziej do wytwornego salonu, niż mowy rdzennych mieszkańców Huculszczyzny, co wywoływało efekt śmieszności i fałszu. W tej kategorii wyróżniła się wyłącznie muzyka Jana Maklakiewicza, reprezentująca szczere i prawdziwe akcenty ludowe. Po trzecie, poza Sielańskim, Żukowskim i Chmielewskim, reszta obsady aktorskiej nie uniknęła sztucznego patosu i teatralności. W drugiej części recenzji, rozpatrując Przybłędę w kontekście produktu filmowego, Toeplitz pochwalił scenariusz za brak znaczących błędów, dobrze rozwijającą się akcję i napięcie w końcowej części. Ciekawym zabiegiem były także zastosowany kontrapunkt dźwięku i obrazu oraz dobrze zrealizowane scenki kameralne. Zdaniem publicysty zdjęcia Wywerki wypadły poprawnie, lecz artysta nie pokusił się o urzeczywistnienie interesujących pomysłów, czy też zastosowanie gry światłocienia. Wyraził się pozytywnie na temat fotogeniczności Iny Benity, małomówności Staniewicza oraz gry Jagi Boryty w scenach niemych. Konkludując, Toeplitz stwierdził, że: „Ten film może jest najlepiej zrobionym spośród obrazów tegorocznej produkcji. Czy jest filmem dobrym? – patrz pierwsza część recenzji. Wstydu i kompromitacji polskiej produkcji nie przyniesie, ale zwolenników jej nie przysporzy”.
Surowej krytyce dzieło Jana Nowiny-Przybylskiego poddała Stefania Zahorska, pisząca dla „Wiadomości Literackich”. Doceniła dwie sceny ze względu na dobrze przedstawione elementy folklorystyczne (wesele i piosenka huculska śpiewana podczas piłowania drzewa), ponadto końcowy fragment z powodzią i dramatyczną akcją ratunkową tonącego dziecka. Zarzuciła jednocześnie produkcji nieudolny scenariusz, kiepską grę aktorską, nieumiejętność wydobycia malowniczości, tajemnicy i grozy z filmowanego regionu, nieciekawe i bezbarwne zdjęcia, nowiutkie stroje mieszkańców, w końcu zaś śmieszność dialogów: „«Cniło ci się beze mnie?», «Ty, suko» itd. itd”. W podsumowaniu publicystka napisała, że „naogół wszystko razem (…) pozbawione sensu, wdzięku, no i przede wszystkiem słabego nawet wyczucia tego, co – last not least – istnieje jednak, a co zwiemy «filmowością»”.